# Solomon's Perjury
Solomon's Perjury (en hangul,  솔로몬의 위증; RR:  Sollomon-ui wijeung), es una serie de televisión surcoreana transmitida desde el 16 de diciembre de 2016 hasta el 28 de enero del 2017 a través de JTBC.
La serie está basada en la novela Solomon's Perjury (Solomon no Gisho (ソロモンの偽証)) de la escritora japonesa Miyuki Miyabe.

## Sinopsis
La serie sigue un misterioso asesinato, profundizando en lo que realmente sucedió con respecto a la muerte del estudiante así como en las crecientes preocupaciones y dolores de los adolescentes que lo conocieron. También se centra en la desconcertante realidad, sobre cómo las víctimas de violencia son las que tienen que sufrir las consecuencias en lugar de los agresores.
Un día, Lee So-woo, un estudiante de la escuela secundaria de élite "Jung Guk High School", es agredido físicamente por el estudiante Choi Woo-hyuk en una pelea. Sin embargo para sorpresa de todos, So-woo es el que termina siendo enviado a la comisión de violencia escolar en vez de Woo-hyuk. Ahí Han Kyung-moon, el jefe de asuntos judiciales de la escuela, le aconseja que se cambie de escuela pero So-woo se niega y termina frustrado por lo sucedido.
Poco después, el día de Navidad So-woo es encontrado muerto luego de "caer" de la azotea de la escuela. Cuando el joven Bae Joon-young encuentra el cuerpo de su compañero inmediatamente llaman a la policía, quienes después de realizar una corta investigación, aseguran que fue un suicidio.
Justo cuando el departamento de la policía y la escuela están listos para darle un cierre a lo sucedido y realizar una ceremonia conmemorativa para el joven se quitó la vida, Lee Joo-ri otra estudiante, envía una nota al director de la escuela asegurando haber presenciado el asesinato, en donde relataba haber visto como tres estudiantes, entre ellos Woo-hyuk (un joven popular y miembro de una familia poderosa) empujaban a la víctima desde la azotea de la escuela.
Mientras la escuela, la policía y la prensa se pelean por quién tiene la razón, tanto el director como las autoridades intentan ocultar los dichos del testigo para cuidar el prestigio de la escuela y acallar cualquier rumor perjudicial. Sin embargo, las cosas comienzan a salirse de control cuando el testigo tiene un "accidente" automovilístico y las cosas empeoran cuando un periodista obtiene unas notas en donde los compañeros y amigos de So-woo comienzan a cuestionar la verdad tras su muerte.
Los estudiantes al sentirse inquietos por los recientes hechos y frustrados con los adultos que los rodean, quienes ignoran sus ruegos y preguntas, así como incómodos al ser acosados constantemente por los medio de comunicación, deciden realizar su propio juicio escolar, en donde cada uno de los alumnos tiene un papel que desempeñar, ya sea como miembros del jurado, la fiscalía y la defensa, para probar la culpabilidad o inocencia del supuesto o supuestos responsables de la muerte de So-woo.
En el proceso, los alumnos descubrirán feos secretos sobre el caso y la hipocresía de los adultos involucrados.

## Reparto[4]

### Personajes principales
| Actor                                | Personaje      | N.º de episodios | Notas |
| ------------------------------------ | -------------- | ---------------- | --- |
| Kim Hyun-soo                         | Go Seo-yeon    | 12               | Es una inteligente, sencilla y determinada estudiante de la clase 2-1 en "Jung Guk High School" que quiere pasar la escuela secundaria sin problemas. Aunque es la presidenta de la clase, Seo-yeon intenta ayudar a las personas que parecen débiles de vez en cuando. Después del asesinato de Lee So-woo, su vida cambia. Durante el juicio escolar, actúa como una miembro del equipo de la fiscalía. |
| Jang Dong-yoon Lee Shi-hoon (이시훈) | Han Ji-hoon    | 12               | Es el hijo adoptivo del antiguo fiscal Han Kyung-moon. Ji-hoon es un estudiante de otra escuela que guarda un secreto oscuro que puede ser la clave para resolver el caso del asesinato de Lee So-woo, su mejor amigo. Es un violonchelista que asume la identidad de "The Watchman of Jung Guk High School". Durante el juicio escolar, Ji-hoon actúa como el abogado defensor.                          |
| Seo Ji-hoon                          | Bae Joon-young | 12               | Es un joven estudiante de la clase 2-1 en "Jung Guk High School" y el primero en descubrir el cuerpo de Lee So-woo. Joon-young creció en una familia disfuncional y tuvo pensamientos suicidas durante un tiempo. Después de descubrir el cuerpo de So-woo, su propia madre comienza a sospechar de él. Está enamorado de Go Seo-yeon y durante el juicio escolar actúa como el abogado asistente.        |
| Seo Young-joo                        | Lee So-woo     | 12               | Es un joven estudiante de la escuela secundaria de élite que a pesar de tener una gran habilidad de observación y una visión cínica del mundo intenta no destacarse. Durante el día de Navidad So-woo es encontrado muerto y poco después se descubre que era el propietario original de una cuenta secreta en redes sociales conocida como "The Watchman of Jung Guk High School".                       |
| Cho Jae-hyun                         | Han Kyung-moon | 12               | Es el asesor legal de la fundación de la escuela "Jung Guk High School" y un antiguo Fiscal. Es el padre adoptivo de Han Ji-hoon, a quien apoya hasta el punto de que incluso está dispuesto a ocultar culaquier cosa que pueda arruinar la vida de Ji-hoon. |

### Personajes secundarios

#### Estudiantes de "Jung Guk High School"
| Actor          | Personaje       | N.º de episodios | Notas |
| -------------- | --------------- | ---------------- | --- |
| Baek Chul-min  | Choi Woo-hyuk   | 12               | Es un estudiante de la clase 2-1 y el principal sospechoso de la muerte de Lee So-woo, luego de que varios estuidantes lo vieran pelear con So-woo cerca del momento de su muerte. Durante el juicio escoalr, él es el acusado |
| Shin Se-hwi    | Lee Joo-ri      | -                | Es una estudiante de la clase 2-1 y la supuesta testigo del asesinato de Lee So-woo. |
| Woo Ki-hoon    | Kim Min-suk     | -                | Es un estudiante de la clase 2-1 y el vicepresidente de la clase. Es un joven estudioso y rígido, que actúa como juez durante el juicio escolar.                                                                               |
| Seo Shin-ae    | Park Cho-rong   | -                | Es una estudiante de la clase 2-1 y compañera de clases de Go Seo-yeon y Bae Joon-young. Es la mejor amiga de Lee Joo-ri. Después de estar involucrada en un accidente automovilístico termina en coma.                        |
| Kim Soo-hee    | Kim Soo-hee     | -                | Es una estudiante de la clase 2-1 y una de las mejores amigas de Go Seo-yeon y Lee Yoo-jin. Forma parte del equipo de fiscales durante el juicio escolar.                                                                      |
| Ahn Sol-bin    | Lee Yoo-jin     | -                | Es una estudiante de la clase 2-1 y una de las mejores amigas de Go Seo-yeon y Kim Soo-hee. Forma parte del equipo de fiscales durante el juicio escolar.                                                                      |
| Ahn Seung-gyun | Choi Seung-hyun | -                | Es un estudiante de la clase 2-1 y uno de los mejores amigos de Kim Soo-hee, Lee Yoo-jiny Go Seo-yeon. Forma parte del equipo de fiscales durante el juicio escolar.                                                           |
| Lee Do-gyeom   | Lee Sung-min    | -                | Es un estudiante de la clase 2-1 y el mejor amigo de Choi Woo-hyuk y Kim Dong-hyun. |
| Yang Hak-jin   | Kim Dong-hyun   | -                | Es un estudiante de la clase 2-1 y uno de los mejores amigos de Choi Woo-hyuk y Lee Sung-min. |
| Park Kyu-young | Baek Hye-rin    | -                | Es una estudiante y novia de Choi Woo-hyuk. |
| Go Soo-jung    | -               | -                | Es una estudiante y compañera de clases de Choi Woo-hyuk, que lee durante el servicio conmemorativo de Lee So-woo. |

#### Personal de "Jung Guk High School"
| Actor          | Personaje     | N.º de episodios | Notas |
| -------------- | ------------- | ---------------- | --- |
| Shin Eun-jung  | Mtra. Kim     | -                | Es una de las maestras de la escuela a la que asisten Go Seo-yeon y Han Ji-hoon.                                                                                              |
| Ji Yi-soo      | -             | -                | Es una de las maestras de aula de la clase la clase 2-1. |
| Oh Yoon-hong   | -             | -                | Es una maestra severa e intransigente así como la decana estudiantil, que puede llegar a ser mala con los alumnos.                                                            |
| Yoo Ha-bok     | Lee Jung-man  | -                | Es el director de la escuela secundaria, un hombre que esconde muchos secretos.                                                                                               |
| Ryu Tae-ho     | -             | -                | Es el subdirector de la escuela secundaria, quien después de los sucesos se encuentra confundido sobre si debería estar del lado de la escuela o del lado de los estudiantes. |
| Choi Deok-moon | Kim Sang-deok | -                | Es un guardia y conserje de la escuela secundaria "Jung Guk High School". |
| Lee Ho-jae     | -             | -                | Es el director en jefe de la junta escolar. |
| Kim Jeong-hak  | -             | -                | Es el maestro de arte. |

#### Familiares y conocidos
| Actor               | Personaje          | N.º de episodios | Notas |
| ------------------- | ------------------ | ---------------- | --- |
| Ahn Nae-sang        | Det. Go Sang-joong | -                | Es un detective y el padre de Go Seo-yeon, Go Yeon-na y Go Yeon-ji. |
| Kim Yeo-jin         | -                  | -                | Es la esposa del detective Go Sang-joong, así como la madre de Go Seo-yeon, Go Yeon-na y Go Yeon-ji. Una mujer dispuesta a defender a su familia y luchar por lo que es correcto. |
| Kim Na-ri (김나리)  | Go Yeon-na         | -                | Es la hermana menor de Go Seo-yeon. |
| Kim Na-rae (김나래) | Go Yeon-ji         | -                | Es la hermana menor de Go Seo-yeon. |
| Lee Kyung-shim      | -                  | -                | Es la madre de Bae Joon-young, una mujer deprimida y enferma que sospecha que su hijo tiene algo que ver en la muerte de Lee So-woo.                                              |
| Kang In-gi          | -                  | -                | Es el padre de Bae Joon-young. |
| Choi Joon-yong      | Choi Mo-sung       | -                | Es un CEO y el padre de Choi Woo-hyuk, un hombre arrogante que siempre usa el dinero y el poder para solucionar los problemas.                                                    |
| So Hee-jung         | -                  | -                | Es la madre de Choi Woo-hyuk. |
| Nam Jung-hee        | -                  | -                | Es la abuela de Choi Woo-hyuk. |
| Yeo Hoe-hyun        | Lee Tae-woo        | -                | Es el hermano de Lee So-woo. |
| Kim Jung-young      | -                  | -                | Es la madre de Lee Joo-ri. |
| Uhm Soo-jung        | -                  | -                | Es la madre de Kim Min-suk. |
| Shim Yi-young       | Det. Oh            | -                | Es una detective a la que le asignan el caso de Lee So-woo, el estudiante fallecido.                                                                                              |

### Otros personajes
| Actor         | Personaje     | N.º de episodios | Notas |
| ------------- | ------------- | ---------------- | --- |
| Heo Jung-do   | Park Hyun-min | -                | Es un reportero que se interesa mucho por el caso de Lee So-woo y luego por el juicio de los estudiantes. |
| Kim Oh-bok    | Park          | -                | Es un colega de Ki-ja.                                                                                    |
| Kim Yeong-hee | -             | 5, 6             | Es una madre.                                                                                             |
| Choi Jun-hyuk | -             | -                | |

## Episodios
La serie está conformada por 12 episodios, los cuales fueron emitidos todos los viérnes y sábados a las 20:30 (KST).

### Raitings
Los números en color rojo indican las calificaciones más bajas, mientras que los números en azul indican las calificaciones más altas.
| Ep.      | Fecha de emisión        | Participación promedio de audiencia | Participación promedio de audiencia |
| Ep.      | Fecha de emisión        | AGB Nielsen                         | TNmS                                |
| Ep.      | Fecha de emisión        | Nacional                            | Nacional                            |
| -------- | ----------------------- | ----------------------------------- | ----------------------------------- |
| 1        | 16 de diciembre de 2016 | 1.422%                              | 1.5%                                |
| 2        | 17 de diciembre de 2016 | 1.106%                              | 0.6%                                |
| 3        | 23 de diciembre de 2016 | 1.731%                              | 1.3%                                |
| 4        | 24 de diciembre de 2016 | 0.970%                              | 1.0%                                |
| 5        | 6 de enero de 2017      | 1.614%                              | 1.1%                                |
| 6        | 7 de enero de 2017      | 0.836%                              | 0.6%                                |
| 7        | 13 de enero de 2017     | 1.204%                              | 1.2%                                |
| 8        | 14 de enero de 2017     | 1.268%                              | 1.1%                                |
| 9        | 20 de enero de 2017     | 1.537%                              | 1.3%                                |
| 10       | 21 de enero de 2017     | 0.730%                              | 0.7%                                |
| 11       | 27 de enero de 2017     | 1.142%                              | 1.3%                                |
| 12       | 28 de enero de 2017     | 0.722%                              | 0.8%                                |
| Promedio | Promedio                | 1.190%                              | 1.0%                                |

## Producción
La serie también es conocida como "The Trial of Solomon".
El drama está basada en la novela "Solomon's Perjury" (ソロモンの偽証, Rōmaji= Solomon no Gisho) de la escritora japonesa Miyuki Miyabe. Así como de las películas japonesas "Solomon's Perjury" (ソロモンの偽証 前編, Rōmaji= Solomon no Gisho Zenpen) estrenada el 7 de marzo del 2015 y "Solomon's Perjury 2" (ソロモンの偽証 後編, Rōmaji= Solomon no Gisho Kohen) estrenada el 11 de abril del 2015.
La serie fue desarrollada por la JTBC, la dirección fue realizada por Kang Il-soo (강일수), quien contó con el apoyo del guionista Kim Ho-soo (김호수).
Mientras que la producción estuvo en manos de Jang Ji-yeon y Kim Yeon-im, quienes contaron con la ayuda de los productores ejecutivos Ham Young-hoon, Cho Joon-hyoung, Kim Jong-sik y Song Chae-joon.
La primera reunión para la lectura del guion del elenco y el equipo de producción se realizó el 22 de noviembre del 2016 en los estudios de la JTBC en Sangam-dong, Seúl, Corea del Sur.
La serie contó con el apoyo de la compañía de producción "iWill Media".

### Distribución internacional
Los derechos de transmisión de la serie están en manos de On Demand Korea, Netflix y Viki.